# Alma Juventus Fano 1906 2019-2020
Questa voce raccoglie le informazioni riguardanti l'Alma Juventus Fano 1906 nelle competizioni ufficiali della stagione 2019-2020.

## Divise e sponsor
Il fornitore tecnico per la stagione 2019-2020 è Ready, mentre gli sponsor ufficiali sono Namirial e Carifano (nel retro di maglia sotto la numerazione).
| 1ª divisa | 2ª divisa |

## Organigramma societario
Area direttiva
- Presidente: Claudio Gabellini
- Direttore generale: Simone Bernardini

Area organizzativa
- Segretario generale: Marco Minardi
- Segretario sportivo: Andrea Diotalevi
- Delegato alla sicurezza: Domenico Cristofani

Area comunicazione
- Responsabile: Diego Pierluigi

Area tecnica
- Direttore sportivo: carica vacante
- Allenatore: Gaetano Fontana
- Allenatore in seconda: Carlo Mandola
- Collaboratore tecnico: Daniele Romandini
- Preparatore atletico: Marco Giovanelli
- Preparatore dei portieri: Nicola Barasso
- Team Manager: Paolo Rossi
- Magazziniere: Marco Osimani

Area sanitaria
- Responsabile: Augusto Sanchioni
- Medici sociali: Manlio Pierboni
- Fisioterapista: Gianluca Cicetti
- Massofisioterapista: Giovanni Pigalarga

## Rosa
| N. |                     | Ruolo | Calciatore           |
| -- | ------------------- | ----- | -------------------- |
| 1  | Italia (bandiera)   | P     | Aniello Viscovo      |
| 2  | Italia (bandiera)   | D     | Manuel Ricciardi     |
| 3  | Senegal (bandiera)  | D     | Ismaila Diop         |
| 4  | Italia (bandiera)   | D     | Riccardo Gatti       |
| 5  | Tanzania (bandiera) | C     | Carte Said           |
| 6  | Italia (bandiera)   | D     | Alessandro Bonci     |
| 7  | Italia (bandiera)   | C     | Marco Massardi       |
| 8  | Italia (bandiera)   | C     | Gianluca Carpani     |
| 9  | Italia (bandiera)   | A     | Ludovico Mainardi    |
| 10 | Italia (bandiera)   | A     | Enrico Baldini       |
| 11 | Italia (bandiera)   | D     | Andrea De Vito       |
| 12 | Italia (bandiera)   | P     | Gaetano Fasolino     |
| 13 | Italia (bandiera)   | D     | Benjamin Boccioletti |
| 14 | Italia (bandiera)   | D     | Andrea Giorgini      |
| 14 | Italia (bandiera)   | D     | Valerio Zigrossi     |
| 15 | Italia (bandiera)   | D     | Pasquale Di Sabatino |
| 16 | Italia (bandiera)   | A     | Mattia Morsucci      |

| N. |                    | Ruolo | Calciatore           |
| -- | ------------------ | ----- | -------------------- |
| 17 | Albania (bandiera) | A     | Ador Gjuci           |
| 17 | Italia (bandiera)  | C     | Stefano Amadio       |
| 18 | Italia (bandiera)  | C     | Samuele Parlati      |
| 19 | Italia (bandiera)  | A     | Edoardo Tassi        |
| 20 | Italia (bandiera)  | C     | Matteo Prosperi      |
| 21 | Italia (bandiera)  | C     | Giuseppe Sapone      |
| 22 | Italia (bandiera)  | P     | Vincenzo Venditti    |
| 22 | Italia (bandiera)  | P     | Mattia Palombo       |
| 23 | Italia (bandiera)  | D     | Niccolò Tofanari     |
| 24 | Italia (bandiera)  | C     | Simone Paolini       |
| 25 | Italia (bandiera)  | A     | Luigi Sarli          |
| 26 | Italia (bandiera)  | C     | Roberto Marino       |
| 27 | Italia (bandiera)  | A     | Riccardo Barbuti     |
| 28 | Italia (bandiera)  | D     | Andrea Beduschi      |
| 28 | Italia (bandiera)  | A     | Alex Rolfini         |
| 29 | Italia (bandiera)  | A     | Davide Di Francesco  |
| 29 | Italia (bandiera)  | D     | Riccardo Cargnelutti |

## Risultati

### Serie C

#### Girone di andata
| Arbitro: | Bitonti |

|             |           |                                                   |
| Parlati 72’ | Marcatori | 13’ Cernigoi 52’ (aut.) Di Sabatino 90+2’ Orlando |

| Arbitro: | Nicolini |

|                                                                       |           |             |
| Santini 55’ (rig.), 63’ Fazzi 71’ Castiglia 74’ Germano 77’ Bunino 8’ | Marcatori | 90+2’ Gatti |

| Arbitro: | Cosso |

|             |           |             |
| Barbuti 52’ | Marcatori | 9’ Giovinco |

| Arbitro: | Luciani |

|               |           |                    |
| Cesaretti 28’ | Marcatori | 80’ (rig.) Barbuti |

| Fano 22 settembre 2019, ore 17:30 CEST 5ª giornata | Fano  | 0 – 0 referto | Reggio Audace | Stadio Raffaele Mancini (1 312 spett.)\| Arbitro: \| Longo \| |
| Arbitro:                                           | Longo |               |               |                                                               |

| Arbitro: | Petrella |

|                 |           |                                          |
| Scarsella 90+3’ | Marcatori | 32’ Baldini 45’ Paolini 63’ Di Francesco |

| Arbitro: | Cherchi |

|  |           |                           |
|  | Marcatori | 69’ Turchetta 90+3’ Rover |

| Arbitro: | Virgilio |

|  |           |             |
|  | Marcatori | 85’ Parlati |

| Fano 13 ottobre 2019, ore 15:00 CEST 9ª giornata | Fano    | 0 – 0 referto | Rimini | Stadio Raffaele Mancini (1 425 spett.)\| Arbitro: \| Pashuku \| |
| Arbitro:                                         | Pashuku |               |        |                                                                 |

| Arbitro: | Di Marco |

|                               |           |  |
| Biasci 68’ Jelenic 75’ (rig.) | Marcatori |  |

| Arbitro: | Marini |

|  |           |                       |
|  | Marcatori | 12’ Misin 87’ Lazzari |

| Arbitro: | Moriconi |

|                       |           |  |
| Costantino 87’ (rig.) | Marcatori |  |

| Arbitro: | Catanoso |

|  |           |                       |
|  | Marcatori | 42’ Ferrara 69’ Rocco |

| Arbitro: | Pirrotta |

|                          |           |             |
| Spagnoli 7’ Rossetti 89’ | Marcatori | 24’ Barbuti |

| Arbitro: | Miele |

|                       |           |                                                 |
| Kanis 28’ Parlati 63’ | Marcatori | 5’ Corradi 52’ Pergreffi 56’ Marotta 73’ Paponi |

| Arbitro: | Garofalo |

|                          |           |         |
| Saraniti 60’ Marotta 77’ | Marcatori | 8’ Said |

| Arbitro: | Ricci |

|  |           |             |
|  | Marcatori | 48’ Cognini |

| Arbitro: | Fiero |

|  |           |                                           |
|  | Marcatori | 3’, 50’ Barbuti 10’ Di Sabatino 85’ Kanis |

| Fano 15 dicembre 2019, ore CET 19ª giornata  | Fano      | 0 – 1      | Virtus Verona | Stadio Raffaele Mancini |
| \| \| \| \| \| \| Marcatori \| 19’ Lupoli \| |           |            |               |                         |
|                                              |           |            |               |                         |
|                                              | Marcatori | 19’ Lupoli |               |                         |

#### Girone di ritorno
| Arbitro: | Giordano |

|                |           |             |
| Volpicelli 86’ | Marcatori | 59’ Baldini |

| Arbitro: | Trermolada |

|                                    |           |                     |
| Barbuti 26’ (rig.) Di Sabatino 84’ | Marcatori | 45’ (rig.) Nicastro |

| Arbitro: | Nicolini |

|              |           |            |
| Giovinco 57’ | Marcatori | 3’ Carpani |

| Arbitro: | Zamagni |

|  |           |                        |
|  | Marcatori | 45’ Filippini 53’Gomez |

| Arbitro: | Scatena |

|                         |           |             |
| Zamparo 24’, 48’ (rig.) | Marcatori | 89’ Carpani |

| Arbitro: | Saia |

|               |           |                              |
| Barbuti 45+1’ | Marcatori | 41’ Altobelli 90+1’ Maiorino |

| Arbitro: | Gualtieri |

|                |           |  |
| Rover 25’, 53’ | Marcatori |  |

| Arbitro: | Meraviglia |

|                         |           |  |
| Parlati 55’ Barbuti 79’ | Marcatori |  |

### Play-out
Dopo la chiusura anticipata del campionato in seguito allo scoppio della pandemia di COVID-19, il Fano ha dovuto disputare una sfida per non retrocedere contro il Ravenna, con partite di andata e ritorno. Dai play-out è uscito vincente il Fano, con il risultato complessivo di 3-0.
| Arbitro: | Marcenaro (Genova) |

|                                |           |  |
| 50’ Parlati 56’ (rig.) Barbuti | Marcatori |  |

| Arbitro: | Zufferli (Udine) |

|  |           |             |
|  | Marcatori | Carpani 35’ |

### Coppa Italia Serie C
| Arbitro: | Centi |

|                                                                               |           |  |
| Battista 9’ Sbaffo 18’ Tavernelli 28’ Malaccari 47’ De Silvestro 72’ Meli 77’ | Marcatori |  |

| Arbitro: | Natilla |

|  |           |                          |
|  | Marcatori | 18’ Cristini 58’ Minelli |

## Statistiche

### Statistiche di squadra
| Competizione | In casa | In casa | In casa | In casa | In casa | In casa | In trasferta | In trasferta | In trasferta | In trasferta | In trasferta | In trasferta | Totale | Totale | Totale | Totale | Totale | Totale | DR  |
| Competizione | G       | V       | N       | P       | Gf      | Gs      | G            | V            | N            | P            | Gf           | Gs           | G      | V      | N      | P      | Gf     | Gs     | DR  |
| ------------ | ------- | ------- | ------- | ------- | ------- | ------- | ------------ | ------------ | ------------ | ------------ | ------------ | ------------ | ------ | ------ | ------ | ------ | ------ | ------ | --- |
| Campionato   | 14      | 2       | 3       | 9       | 9       | 21      | 13           | 3            | 3            | 7            | 15           | 21           | 27     | 5      | 6      | 16     | 24     | 42     | -18 |
| Coppa Italia | 1       | 0       | 0       | 1       | 0       | 2       | 1            | 0            | 0            | 1            | 0            | 6            | 2      | 0      | 0      | 2      | 0      | 8      | -8  |
| Totale       | 15      | 2       | 3       | 10      | 9       | 23      | 14           | 3            | 3            | 8            | 15           | 27           | 29     | 5      | 6      | 18     | 24     | 50     | -26 |